# Damernas singelsculler i rodd vid olympiska sommarspelen 1984
Damernas singelsculler i rodd vid olympiska sommarspelen 1984 avgjordes mellan den 30 och 4 augusti 1984.

## Medaljörer
| Gren          | Guld                 | Silver               | Brons                 |
| Singelsculler | Valeria Răcilă (ROM) | Charlotte Geer (USA) | Ann Haesebrouck (BEL) |

## Resultat

### Final
| Placering | Roddare          | Land           | Tid     |
| --------- | ---------------- | -------------- | ------- |
| 1         | Valeria Răcilă   | Rumänien       | 3:40,68 |
| 2         | Charlotte Geer   | USA            | 3:43,89 |
| 3         | Ann Haesebrouck  | Belgien        | 3:45,72 |
| 4         | Andrea Schreiner | Kanada         | 3:45,97 |
| 5         | Lise Justesen    | Danmark        | 3:47,79 |
| 6         | Beryl Mitchell   | Storbritannien | 3:51,20 |